# Friedrich Schorr

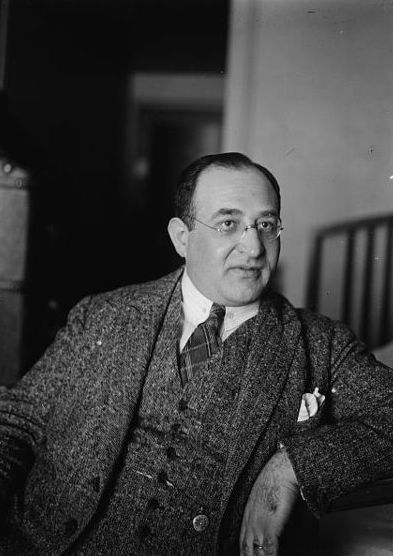

Friedrich Schorr (Oradea, antes Nagyvarad, Imperio austrohúngaro, 2 de septiembre de 1888 - Farmington, Connecticut, 14 de agosto de 1953) fue un bajo-barítono wagneriano que impuso un estilo interpretativo basado en la belleza innata de su voz al que se le llamó "bel canto wagneriano". Schorr insistió en la importancia de pronunciar las vocales siguiendo el estilo italiano del legato en la línea de canto.

## Biografía
Hijo de un cantor, estudió en Brno y Viena con Adolf Robinson (discípulo de Leo Slezak) y debutó en 1912 en Graz como Wotan en La Valquiria. Cantó luego en Praga, Colonia y por cinco temporadas en la Ópera Lírica de Chicago. 
Desde 1923 cantó en la Staatsoper Unter den Linden de Berlín y en 1924 en el Metropolitan Opera como Wolfram, Hans Sachs, Wotan y Telramund. Perteneció al elenco del Metropolitan por 20 temporadas sobrepasando las 400 funciones.
En 1924 también debutó en Covent Garden en El oro del Rhin como Wotan dirigido por Bruno Walter y luego en el Festival de Bayreuth donde cantó entre 1925 y 1933 hasta que la ascensión del nazismo se lo impidió por judío.
Participó en los estrenos berlineses de Doktor Fausto de Ferruccio Busoni y de La Helena Egipcia de Richard Strauss.
En 1926 cantó en el Teatro Colón (Buenos Aires) dirigido por Fritz Reiner, como Wotan, Hans Sachs, Kurwenal, Wolfram y Kaspar en Der Freischütz.
Habiendo emigrado a Estados Unidos se nacionalizó y en 1943 se retiró para enseñar en la Manhattan School of Music.
Su interpretación de Hans Sachs, Wotan y El holandés errante son referenciales, su sucesor fue el bávaro Hans Hotter.

## Discografía principal
- Beethoven - Fidelio (Bodanzky 1938 /Flagstad, Maison, List, Farrell)
- Wagner - Lohengrin (Bodanzky 1935/Melchior, Lehmann, Lawrence, List)
- Wagner - Götterdämmerung (Bodanzky 1936/Melchior, Lawrence, Manski, Hofmann, Habich)
- Wagner - Die Meistersinger (Bodanzky 1936/Rethberg, Maison, Branzell)
- Wagner - Das Rheingold (Bodanzky 1937 /Branzell, Maison)
- Wagner - Siegfried (Bodanzky 1937/Melchior, Flagstad, Thorborg)
- Wagner - Die Walküre (Leinsdorf 1940 /Melchior, Lehmann, Lawrence, Thorborg, List)
- Wagner - Die Walküre (Leinsdorf 1941/Melchior, Varnay, Traubel, Thorborg, Weber)
- Wagner - Die Walküre (Bodanzky 1935/38 live/Melchior, Flagstad, Lawrence, Thorborg, Hofmann)